# Hoshina
De Hoshina-clan (保科氏, Hoshina-shi) is een Japanse familie die claimt af te stammen van keizer Seiwa, en een tak is van de Minamoto-clan. Ze waren bekend om hun rol als vazallen van de Takeda-clan tijdens de Sengoku-periode. Tijdens de Edoperiode omvatte de clan twee families van daimyo: de een beheerste de regio Aizu, de ander de heerlijkheid Iino. De Hoshina uit Aizu stamden af van Hoshina Masayuki, een zoon van Tokugawa Hidetada, en geadopteerd door Hoshina Masamitsu.
Matsudaira Katamori en Hoshina Masaari, twee prominente figuren uit de Bakumatsu (late Edoperiode), waren leden van de Hoshina-clan.